# 唐·布兰肯希普
唐納德·利昂·布蘭肯希普（英語：Donald Leon Blankenship；1950年3月14日—），是一位美國業務主管和曾被判罪的犯人，也曾是美國第六大煤業公司——梅西能源自2000年到2010年的行政總裁。
2015年12月3日，布蘭肯希普被裁定在上大分支礦難中犯下違反礦山安全和健康標準的罪名，被判入獄一年。
他經常就政治、環境、工會和煤炭議題生產發聲，曾在2018年西弗吉尼亞州美國參議院選舉共和黨初選名列第三，敗給帕特里克·莫里西，隨後他以引用虛假信息、政治骯髒以及個人不願退出為由，試圖用憲法黨候選人身份參選，卻未能列入選票，不久他轉而支持莫里西。
布蘭肯希普在2019年10月18日或19日於憲法黨全國代表大會中宣布代表憲法黨競逐總統職務，根據憲法黨網站，他的競選搭檔為比爾·摩爾。

## 外部連結
- 官方網站
- C-SPAN內的頁面（英文）
- 智慧投票计划中的傳記、投票紀錄及利益集團評級
- 聯邦選舉委員會中的競選財務報告和數據

| 政党职务               | 政党职务                | 政党职务 |
| ---------------------- | ----------------------- | -------- |
| 前任者： 達雷爾·卡斯爾 | 憲法黨總統候選人 2020年 | 最新的   |